# بارغن
بارغن (بالألمانية: Bargen) هي إحدى بلديات مقاطعة سيلاند في كانتون برن في سويسرا. تبلغ مساحتها 7.86 كيلومتر مربع، ويقدر عدد سكانها بـ 995 نسمة (حسب تعداد ديسمبر 2015).

## أعلام
- مارتن ويبر
- هانز كانل